# 山本謙
山本 謙（やまもと ゆずる、1953年3月8日 - ）は、日本の経営者。UBE（旧・宇部興産）会長。広島県出身。

## 経歴・人物
1975年京都大学工学部を経て、1977年に京都大学大学院工学課程を修了し、同年に宇部興産（現・UBE）に入社した。執行役員、専務執行役員、代表取締役を経て、2015年4月に社長に就任。
2019年4月から会長に就任。